# Lamponega arcoona
Espèce
Lamponega arcoona est une espèce d'araignées aranéomorphes de la famille des Lamponidae.

## Distribution
Cette espèce est endémique d'Australie. Elle se rencontre en Australie-Méridionale et en Australie-Occidentale.

## Description
Le mâle holotype mesure 3,6 mm et la femelle paratype 4,2 mm.

## Étymologie
Son nom d'espèce lui a été donné en référence au lieu de sa découverte, Arcoona Creek.

## Publication originale
- Platnick, 2000 : A relimitation and revision of the Australasian ground spider family Lamponidae (Araneae: Gnaphosoidea). Bulletin of the American Museum of Natural History, no 245, p. 1-330 (texte intégral).